# Tuxtla, Zapotitlán de Méndez
Tuxtla är en ort i Mexiko.   Den ligger i kommunen Zapotitlán de Méndez och delstaten Puebla, i den sydöstra delen av landet, 170 km öster om huvudstaden Mexico City. Tuxtla ligger 908 meter över havet och antalet invånare är 2 466.
Terrängen runt Tuxtla är kuperad åt nordväst, men åt sydost är den bergig. Terrängen runt Tuxtla sluttar norrut. Runt Tuxtla är det ganska tätbefolkat, med 129 invånare per kvadratkilometer. Närmaste större samhälle är Olintla, 11,7 km norr om Tuxtla. I omgivningarna runt Tuxtla växer huvudsakligen savannskog.